# Starczanowo (powiat wrzesiński)
Starczanowo – wieś w Polsce, położona w województwie wielkopolskim, w powiecie wrzesińskim, w gminie Nekla.
| SIMC    | Nazwa | Rodzaj    |
| ------- | ----- | --------- |
| 1009084 | Huby  | część wsi |

W latach 1975–1998 wieś należała administracyjnie do województwa poznańskiego.
W miejscowości funkcjonuje siedziba i zakład produkcyjny spółki Astra Coffee and More (do 2021 Poznańskiej Palarni Kawy „Astra”). Przez wieś przebiega Szlak Osadnictwa Olęderskiego w Gminie Nekla.